# Drummonds Bank
Srs. Drummond é um banco privado anteriormente independente que agora pertence ao The Royal Bank of Scotland Group. O Royal Bank of Scotland incorporando os Srs. Drummond, Bankers está sediado em 49 Charing Cross, no centro de Londres. Drummonds é autorizado como uma marca do Royal Bank of Scotland pela Prudential Regulatory Authority.

## História
O ourives Andrew Drummond (1688–1769) fundou o banco em 1717. O banco permaneceu na família Drummonds até 1924, quando o banco foi comprado pelo Royal Bank of Scotland. O banco foi a primeira aquisição do Royal Bank ao sul da fronteira escocesa e seria o primeiro passo no desenvolvimento do banco para o maior banco do mundo em termos de ativos.
O banco oferece uma variedade de serviços a seus clientes particulares, incluindo gerenciamento de patrimônio e ativos. Está sediada em sua sede desde 1760. O edifício foi reconstruído em 1877 a 1881; O Almirantado Arch foi construído e o The Mall ficava nas proximidades logo depois. O edifício está listado como Grau II no registro histórico de edifícios listados da Inglaterra.
Em 1992, a filial da RBS Holt, Whitehall, foi absorvida por Drummonds; continua a operar como o Military Banking de Holt, com sede em Farnborough, oferecendo serviços bancários privados adaptados às necessidades dos oficiais da marinha, do exército e da força aérea.
O foco de Drummonds no gerenciamento de patrimônio levou o banco a criar um departamento especializado para os vencedores da Loteria Nacional do Reino Unido, separado de suas práticas mais tradicionais.

## Clientes
Como é tradição na maioria dos bancos privados de Londres, a identidade dos correntistas é mantida em segredo. No entanto, alguns clientes históricos foram revelados, incluindo uma variedade de figuras distintas: HM King George III e outros membros da família real, Alexander Pope, Benjamin Disraeli, Beau Brummell, Isambard Kingdom Brunel, Robert e James Adam, Capability Brown, Josiah Wedgwood, Ted e Thomas Gainsborough. O banco também mantém contas para organizações e instituições como o Partido Conservador e a Royal Academy.

## Correntistas reais
Coutts & Co. e Drummonds receberam patrocínio real. O rei George III transferiu sua conta de Coutts para Drummonds durante seu reinado, pois ficou descontente com Coutts por transferir o príncipe de Gales da conta pessoal para o banco. Os senhores Drummond & Co. honraram os desejos do rei, mas, surpreendentemente, quando o príncipe de Gales se tornou o rei George IV em 1820, ele transferiu a conta real de volta para Coutts. Membros mais recentes conhecidos da família real a depositar em Drummonds incluem a falecida rainha Elizabeth, a rainha mãe.